# Repúblicas bóeres

Repúblicas y colonias en el sur de África al final de.

Las repúblicas bóeres, a veces también denominadas Estados bóeres,  fueron repúblicas independientes y autogobernadas en la última mitad del siglo XIX, creadas por los habitantes de la Colonia del Cabo que hablaban neerlandés y por sus descendientes, llamados bóeres, trekboers y voortrekkers,  principalmente en las partes media, norte, noreste y este de lo que hoy es el país de Sudáfrica. Dos de las repúblicas bóeres lograron reconocimiento internacional y total independencia: la República Sudafricana (o República de Transvaal) y el Estado Libre de Orange. Las repúblicas no proporcionaron separación de iglesia y estado e inicialmente solo se permitió la Iglesia reformada neerlandesa, y luego otras iglesias en la tradición protestante calvinista. Las repúblicas llegaron a su fin después de la segunda guerra bóer que dio lugar a la anexión británica y su posterior incorporación a la Unión Sudafricana.

## Historia
El  Reino Unido se hizo cargo de los Países Bajos como el poder colonial en el cabo de Buena Esperanza en 1806. Posteriormente, varios de sus habitantes de habla holandesa viajaron tierra adentro, primero en números más pequeños, luego en grupos más grandes, de  unas cien personas; después de 1834 incluso en grupos de varios cientos. Había muchas razones por las cuales los bóeres abandonaron la Colonia del Cabo; una de las razones iniciales eran las leyes del idioma. Los británicos habían proclamado el idioma inglés como el único idioma de la Colonia del Cabo y prohibieron el uso del idioma neerlandés. Como la Biblia, las iglesias, las escuelas y la cultura de muchos de los colonos eran holandeses, esto causó muchas fricciones. Gran Bretaña abolió la esclavitud en 1834 y asignó la suma de 1 200 000 libras esterlinas como recompensa por los esclavos de los colonos holandeses los cuales protestaron el requisito de que tenían que presentar sus reclamaciones en Gran Bretaña y objetaron que el valor de los esclavos era varias veces mayor a la cantidad asignada. Esto causó una mayor insatisfacción entre los colonos holandeses.: 199  Los colonos creían incorrecto que la administración de la Colonia del Cabo había tomado el dinero que se les debía como pago por la liberación de sus esclavos. En verdad, el dinero asignado era simplemente demasiado pequeño para cubrir incluso la mitad de las reclamaciones.

### República Sudafricana

República Sudafricana.

En 1835, uno de los grandes grupos de bóeres llegó al río Vet. Louis Tregardt y Jan van Rensburg se separaron del grupo de Hendrik Potgieter y continuaron estableciéndose en Zoutpansberg. El grupo de Potgieter permaneció en el río Vet y fundó una ciudad llamada Winburg.: 222 
El establecimiento de la República Sudafricana tuvo su origen en 1837 cuando los comandos de Potgieter y Piet Uys derrotaron a un grupo de asalto  matabele  de Moselekatse y los echaron de nuevo al otro lado del río Limpopo. Potgieter declaró las tierras al norte y al sur del río Vaal como tierras bóer.: 224  Los bóer comenzaron a establecerse a ambos lados del río Vaal y en marzo de 1838 Potgieter, Uys y los hombres de su comando proporcionaron alivio a Gerrit Maritz, y a principios de abril de 1838, Uys y su hijo fueron asesinados. Durante abril de 1838, Potgieter regresó a la zona al norte del río Vaal y fundó la ciudad de Potchefstroom.: 225  En este momento, este nuevo país incluía el área norte (Potchefstroom) y sur (Winburg) del río Vaal.
En 1848, el gobernador británico del Cabo, sir Harry Smith, emitió una proclamación que declaraba la soberanía británica sobre todas las tierras al norte y al sur del río Vaal.: 230  El comandante general Andries Pretorius dirigió los comandos contra las fuerzas británicas más adelante, en la batalla de Boomplaats, cerca de Smithfield. Los comandos bóer fueron derrotados y el general Pretorius y el resto de sus hombres huyeron al norte a través del río Vaal. El Volksraad de Winburg se transfirió a Potchefstroom y la República de Sudáfrica se estableció como un nuevo país.: 231 

#### La independencia de la República Sudafricana
La población al norte del río Vaal en la República Sudafricana. usualmente llamada República de Transvaal, fue reconocida como un país independiente por Gran Bretaña con la firma de la Convención de Sand River el 17 de enero de 1852.: 357–59 

### República de Natal

República de Natal.

En abril de 1837, llegó a Thabanchu un partido bajo el liderazgo de Piet Retief. En junio de 1837, en Winburg, el recién elegido Bóer Volksraad nombró a Piet Retief como comandante general. Una discusión entre Maritz y Potgieter, ambos elegidos para el Volksraad, llevó a una división entre ellos. Maritz y Piet Retief decidieron separarse del país Bóer liderado por Potgieter y Uys. Los bóer, bajo el liderazgo de Piet Retief, obtuvieron un tratado con el rey zulú  Dingane para establecer parte de las tierras que los zulús administraron o dominaron, pero Dingane cambió de opinión más adelante y mató a Retief y 70 miembros de su delegación. Los impis de Dingane  o guerreros zulús mataron a casi 300 bóer que se habían establecido en la región de Natal.
Después de llamar a Pretorius para llenar el vacío de liderazgo creado por las muertes de Piet Retief y Maritz, se ofreció negociar la paz con Dingane si quería recuperar la tierra que habían ofrecido a Retief. Dingane respondió atacando a los voortrekkers; el 16 de diciembre de 1838, tuvo lugar la batalla del río Nacome, más tarde llamada la batalla del río Blood, durante la cual 300 voortrekkers sobrevivieron y ganaron una batalla decisiva contra miles de los impis de Dingane.
La República de Natal fue establecida en 1839 por los bóer locales después de que Pretorius formara una alianza con Mpande, el nuevo rey zulú.

### Estado Libre de Orange

Estado Libre de Orange.

En junio de 1852 se llevó a cabo una reunión pública en Bloemfontein, donde todos los europeos votaron sobre una resolución para lograr la independencia o permanecer bajo el dominio británico. La gran mayoría de las personas votaron que deseaban permanecer bajo el dominio británico. Harry Smith, sin embargo, tenía instrucciones de entregar el país a los bóer. En 1853, George Clerk fue enviado como comisionado especial para renunciar a la tierra y establecer el gobierno propio.: 232  16 000 personas enviaron una delegación de representantes para informar al secretario que el pueblo deseaba seguir siendo gobernada por Gran Bretaña. Sin embargo, el secretario tenía instrucciones claras para establecer el autogobierno, y con una minoría bóer representada por JH Hofmann, acordó una convención de independencia.: 233 

#### Independencia del Estado Libre de Orange
El Estado Libre de Orange fue reconocido por el Reino Unido el 17 de febrero de 1854. El Estado Libre de Orange se independizó el 23 de febrero de 1854 con la firma de la Convención de Orange River o de Bloemfontein. El estado libre de Orange fue apodado «la república modelo».

### Otras repúblicas

#### Nueva República

Nieuwe Republiek.

La Nueva República, que comprende la ciudad de Vryheid, se estableció en 1884 en las tierras entregadas a los bóer por el rey zulú Dinuzulu, el hijo de Cetshwayo, después de reclutar a los bóer locales para que lucharan de su lado. A los bóer se les prometieron y se les concedió la tierra para sus servicios y fueron liderados por Louis Botha, quien ganó prominencia durante la segunda guerra bóer. Esta república fue absorbida más tarde por el Transvaal/República de Sudáfrica.

#### Stellalandia

Stellaland.

Al oeste del Transvaal, 400 bóeres se aliaron con David Massouw, líder de la tribu koranna joisán, cuando invadieron y tomaron un pedazo de tierra, que declararon la República de Stellaland. El primer presidente fue Gerrit Jacobus van Niekerk, se fundó la ciudad de Vryburg y se declaró su capital. En 1883, la República de Stellaland se unió al Estado de Goshen para formar los Estados Unidos de Stellaland.

#### Zoutpansberg
Los bóeres llegaron a Zoutpansberg en 1835, cuando se establecieron a lo largo del río Limpopo, donde aprendieron a trabajar el oro enseñados por los nativos. Los colonos blancos en Zoutpansberg tenían una larga reputación de anarquía, a menudo se les llamaba back velt Boers. En 1864, se incorporaron inevitablemente a la República de Sudáfrica (Transvaal), después de la guerra civil de Transvaal. Como distrito de la República, tenían la mayor población nativa en la República de Sudáfrica.

#### Goosen (Goshen)
Ubicado en un área de Bechuanalandia, al oeste del Transvaal, el Estado de Goshen existió como una nación independiente durante un corto período: desde 1882 hasta 1883 como el estado de Goshen y, después de la unificación con la vecina Stellaland, como los Estados Unidos de Stellaland (en neerlandés: Verenigde Staten van Stellaland) desde 1883-1885.

#### Gricualandia
Los estados también fueron establecidos por otros grupos de población, especialmente griqua, un subgrupo de personas de color heterogéneas y multirraciales de Sudáfrica. Los más notables entre ellos fueron Gricualandia Occidental y Gricualandia Oriental.

### Países bóeres
Transvaal y el Estado Libre Orange  se convirtieron en países independientes exitosos que fueron reconocidos por los Países Bajos, Francia, Alemania, Bélgica, los Estados Unidos y Gran Bretaña. Estos dos países continuaron existiendo durante varias décadas, a pesar de la primera guerra bóer con Gran Bretaña. Sin embargo, desarrollos posteriores, incluido el descubrimiento de diamantes y oro en estos estados, llevaron a la segunda guerra bóer. En esta guerra, el Estado Libre de Transvaal y Orange fue derrotado y anexado por las fuerzas británicas abrumadoramente más grandes, que dejaron de existir el 31 de mayo de 1902, con la firma del Tratado de Vereeniging. Una nueva colonia británica, la Unión de Sudáfrica, se estableció, en el que el Transvaal y el Estado Libre de Orange se convirtieron en provincias junto con El Cabo y Natal.

## Religión
Las Repúblicas bóeres eran predominantemente protestantes calvinistas debido a su herencia neerlandesa y esto jugó un papel importante en su cultura. La constitución nacional sudafricana no proporcionó separación entre la iglesia y el estado, rechazando la franquicia —ciudadanía— a cualquier persona que no fuera miembro de la Iglesia reformada neerlandesa. En 1858, estas cláusulas se modificaron en la Constitución para permitir que el Volksraad aprobara otras iglesias calvinistas holandesas que se separaron de la Iglesia Reformada Holandesa a raíz de una serie de divisiones. A los miembros de la Iglesia católica y otras Iglesias cristianas no se les permitió convertirse en ciudadanos de la República de Sudáfrica.: 358–59 

## Demanda de la tierra
El 24 de abril de 2014, el partido político  Frente Nacional (FN) presentó una  reclamación de tierras al Comisionado de reclamaciones de tierras en Pretoria en nombre de la nación afrikáner. La reclamación se refiere a la tierra descrita en los Archivos Nacionales de Sudáfrica R117 / 1846: "Desde Ohrigstad al norte hasta el Olifantsrivier, luego hacia la línea de la Bahía de Delagoa; al sur hasta el río Crocodile; al oeste hasta Elandspruit hasta el Línea de 26 grados; al este hasta donde el río Crocodile se une con el río Komati ". El FN afirma que la venta de dichas tierras fue entre el rey Masous, representante de los  zulúes, como vendedor y el comandante SJZR Burg, representante de la nación sudafricana holandesa, como comprador. Una copia del acuerdo se archiva en los Archivos del Gobierno bajo el archivo R117 / 46. Además, FN afirma que la tierra se compró y pagó legalmente el 25 de julio de 1846 como un grupo étnico y no como propietarios individuales, y solo estuvo bajo la custodia del gobierno anterior a 1994, ya que se consideraba que eran descendientes del grupo étnico. Por lo tanto, no existía el derecho legal de entregar estas tierras a un gobierno «extranjero» en abril de 1994 y fuera del grupo étnico original. El nuevo proceso de reclamación de tierras aún no se ha finalizado.

## Lista de estados de Griqua y repúblicas bóeres en África del sur

Repúblicas bóeres y estados gricua en África del sur,.

### Repúblicas bóeres
- República de Swellendam (1795)
- República de Graaff-Reinet (1795–1796)
- Zoutpansberg (1835–1864)
- Winburg (1836–1844)
- Potchefstroom (1837–1844)
- República Natalia (1839–1843)
- Winburg-Potchefstroom (1844–1848)
- República de Klip River (1847– 1848)
- República de Lydenburg (1849–1860)
- República de Utrecht (1852–1858)
- República Sudafricana (1852–1877, 1881–1902, 1914–1915) conocida de manera informal como la República de Transvaal
- Estado Libre de Orange (1854–1902)
- Klein Vrystaat (1876–1891), literalmente Little Free State
- Estado de Goshen (1882–1883)
- República de Stellaland (1882–1883)
- Estados Unidos de Stellaland (1883–1885)
- Nueva República (1884–1888)
- República de Upingtonia/Lijdensrust (1885–1887)

### Estados gricua
- Gricualandia Oriental (1862–1879) oficialmente conocido como New Griqualand
- Gricualandia Occidental (1870–1871)
- Philippolis/Tierra de Adam Kok (1826–1861)
- Tierra de Waterboer (1813–1871)